# Time Out!
『Time Out!』（タイム・アウト!）は、1990年11月9日にEPIC/SONY RECORDS / M's Factoryから発売された佐野元春の7枚目のアルバム。

## 概要
前作『ナポレオンフィッシュと泳ぐ日』から1年半振りのアルバム。前作は全ての工程をイギリスで行ったが、今作はミックスダウンとマスタリングのみイギリス、レコーディングを東京で行った。
コリン・フェアリーがプロデューサーとして引き続き参加し、今作は全曲「THE HEARTLAND」による演奏でのレコーディングが行われた。
アートワークはデジパック仕様、ブックレットは歌詞のみが記載されたシンプルな装丁である。
2016年3月23日に、Blu-specCD2でリリースされた。

## 収録曲
全作詞・作曲・編曲：佐野元春
1. ぼくは大人になった[注 1] -A Big Boy Now-[注 2] [3:43]
  - 1991年4月10日にシングルカットされた。
2. クエスチョンズ -Questions- [2:45]
3. 君を待っている -Waiting For You- [3:12]
4. ジャスミンガール -Jasmine Girl- [3:44]
  - 先行シングル。
5. サニーデイ -One Sunny Day- [3:21]
6. 夏の地球 -Love Planets- [3:33]
7. ビッグタイム -Big Time- [4:40]
8. 彼女が自由に踊るとき -When She Danced- [3:59]
9. 恋する男 -A Man In Love- [3:32]
  - 1991年8月28日リリースのベスト・アルバム『Slow Songs』にも収録。
10. ガンボ -Happy Gumbo- [3:34]
11. 空よりも高く -Home- [6:55]
  - 『ジャスミンガール』カップリング曲。